# Palacio de Margarita de Austria

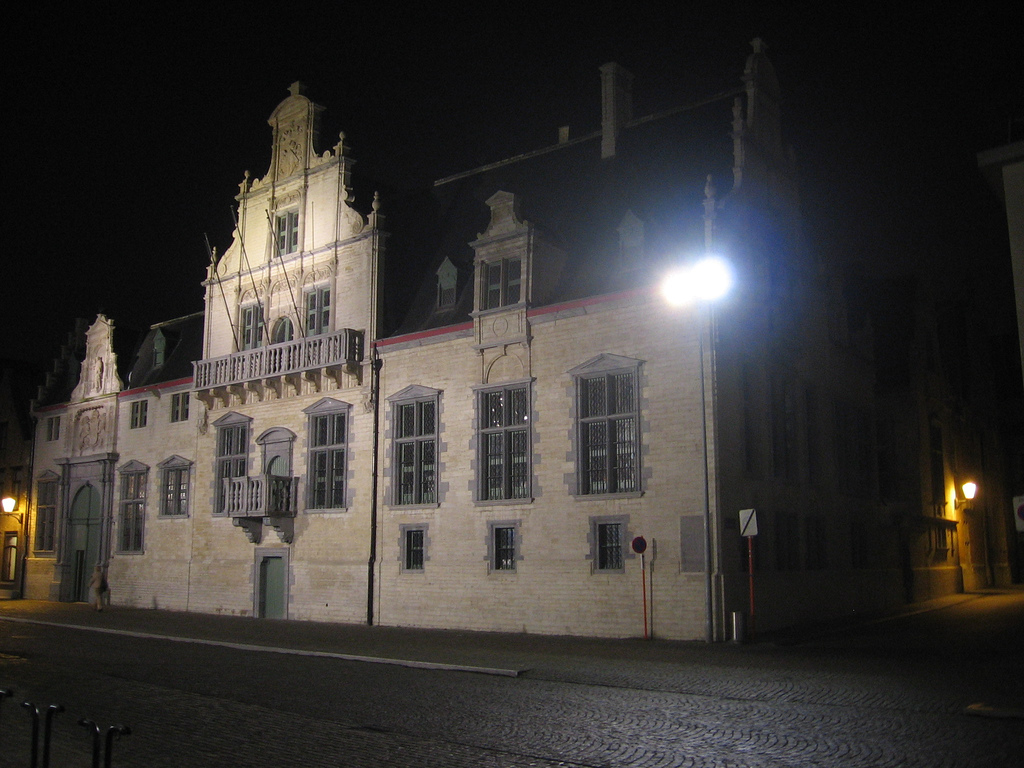
Fachada trasera, en la Keizerstraat. Más oscura, la Korte Maagdenstraat.

Hof van Savoye ("corte de Saboya" en idioma flamenco) es la denominación del palacio de Margarita de Austria en Malinas (actual Bélgica), desde donde se gobernaban los Países Bajos de los Habsburgo en tiempo de Carlos V, su sobrino, que pasó gran parte de su infancia y juventud en este lugar. Es uno de los primeros ejemplos de arquitectura del Renacimiento en el Norte de Europa (Renacimiento nórdico). La bibliografía se suele referir a él como palacio de Malinas o palacio de Margarita de Austria, y a su corte como corte de Malinas.
A la Archiduquesa Margarita (varias veces viuda, cuyo último marido fue Filiberto II de Saboya -entre 1501 y 1504-) se le asignó una casa en Korte Maagdenstraat ("calle corta de las vírgenes"), que resultó demasiado pequeña para la gobernadora de los Países Bajos. Se decidió un ambicioso plan de engrandecimiento que comenzó en 1507. De 1517 a 1530 el arquitecto Rombout II Keldermans llevó a cabo el proyecto a lo largo de la Keizerstraat ("calle del emperador") modificando lo que acabó siendo el ala trasera, frente al palacio gótico de Margarita de Habsburgo, que ocupó el Hof van Savoye hasta su muerte en 1530.
El historiador Eric Ives describe cómo debió ser el palacio, especialmente el patio interior y el ala sur, durante la estancia de Ana Bolena en la corte de Margarita. El recuerdo de esos lugares inspiró la reconstrucción del Palacio de Whitehall (Londres), que el rey Enrique VIII de Inglaterra ofreció a Ana en los años 1530.
En 1546 explotó el polvorín de la puerta de la ciudad (Zandpoort -"puerta de la arena"-), dañando el palacio, que fue reparado. Hasta 1561 el edificio fue propiedad municipal. Ese año fue destinado a residencia de Antoine Perrenot de Granvelle, el "cardenal Granvela", primer arzobispo de Malinas y hombre de confianza de Felipe II. Se continuó la ampliación diseñada por el arquitecto francés Guyot de Beauregard (fallecido en 1551), hasta la culminación de las obras en 1577.
En 1609 el palacio volvió a ser propiedad municipal, y sirvió como sede del Gran Consejo de Malinas o de los Países Bajos entre 1616 y 1795.
En 1876-1885 el edificio fue restaurado y acondicionado para albergar los tribunales de causas civiles y penales, el juzgado de paz y el tribunal de primera instancia, por el arquitecto provincial Leonard Blomme. El lugar pasó a ser conocido como Gerechtshof ("corte de justicia").